# NSMCE4A
NSMCE4A‏ (NSE4 homolog A, SMC5-SMC6 complex component) هوَ بروتين يُشَفر بواسطة جين NSMCE4A في الإنسان.